# Bathyacmaea secunda
Bathyacmaea secunda is een slakkensoort uit de familie van de Pectinodontidae. De wetenschappelijke naam van de soort is voor het eerst geldig gepubliceerd in 1993 door Okutani, Fujikura & Sasaki.